# Anaeudora apicalis
Anaeudora apicalis là một loài ruồi trong họ Tachinidae.